# Martine Gafsi
Pour les articles homonymes, voir Gafsi.
Martine Gafsi (arabe : مارتين قفصي) est une actrice tunisienne.

## Filmographie

### Cinéma
- 1975 : Fatma 75 de Salma Baccar
- 1981 : Tais-toi quand tu parles de Philippe Clair
- 1988 : Les Sabots en or de Nouri Bouzid
- 1991 : L'amico arabo de Carmine Fornari (it)
- 2001 : La Librairie de Nawfel Saheb-Ettaba
- 2015 : Les Frontières du ciel de Farès Naânaâ

### Télévision

#### Séries
- 1991 : El Ness Hkayet de Hamadi Arafa
- 2002 : Gamret Sidi Mahrous de Slaheddine Essid : Thérèse Mardoum
- 2004 : Jari Ya Hammouda d'Abdeljabar Bhouri
- 2005 : Café Jalloul de Lotfi Ben Sassi, Imed Ben Hamida et Mohamed Damak (invitée d'honneur des épisodes 16 et 18) : Hasna Yahasri
- 2009-2010 : Njoum Ellil (saisons 1-2) de Madih Belaïd
- 2012-2014 : Maktoub (saisons 3-4) de Sami Fehri : mère de Malek
- 2016 : Bolice 2.0 de Majdi Smiri
- 2017 : Denya Okhra (ar) (saison 2) de Sami Fehri
- 2017 : Flashback (saison 2) de Mourad Ben Cheikh

#### Téléfilms
- 1987 : Un bambino di nome Gesù de Franco Rossi
- 2003 : Khota Fawka Assahab d'Abdellatif Ben Ammar
- 2003 : Nadia et Sarra (en) de Moufida Tlatli

## Théâtre
- 2009 : Le Comédien King Lear, texte de Hichem Rostom et Ezzedine Madani, mise en scène de Hichem Rostom[1]

## Expositions
Martine Gafsi est également styliste et modéliste : elle possède sa propre griffe de vêtements baptisée Samarkand. Elle est la mère de l'artiste marqueteur, mosaïste et céramiste Mehdi Benedetto ; ils ont exposé ensemble leurs travaux.
- 2009 : Créations ethniques, Diwan Dar El Jeld[3], Tunis
- 2010 : Printemps - Art et Artisanat, Espace Podium, Gammarth
- 2011 : Modernité et patrimoine - Martine Gafsi et Mehdi Benedetto, Espace d'art Sadika, Gammarth[4]

## Vie privée
Elle est mariée durant 23 ans à l'acteur Hichem Rostom avec qui elle a partagé l'affiche de plusieurs films et pièces de théâtre.